# Josef Breuer
Josef Breuer (Viena, 15 de janeiro de 1842 — Viena, 20 de junho de 1925) foi um médico e fisiologista austríaco, cujas obras lançaram as bases da psicanálise. Seu pai, Leopold Breuer, era professor de religião na comunidade judaica de Viena. Devido à morte prematura de sua mãe, foi criado por sua avó materna.

## Formação
Depois de cursar o Ginásio Acadêmico de Viena até 1858, e depois de um ano na universidade, Breuer decidiu pela carreira médica. Diplomou-se em 1867, porém permaneceu como assistente de 
Johann Oppolzer na universidade, até o falecimento deste em 1871.

## Carreira
Seu primeiro trabalho importante foi publicado em 1868. Com Ewald Hering, um professor de fisiologia da escola de medicina militar de Viena, ele demonstrou a natureza reflexa da respiração. Foi o primeiro exemplo de um mecanismo autônomo no sistema nervoso dos mamíferos, diferente da visão que os cientistas tinham da relação entre o sistema nervoso e os pulmões. O mecanismo é ainda hoje conhecido como reflexo de Hering-Breuer.
Em 1868, Breuer casou-se com Matilda Altmann com quem teve cinco filhos. Deixando a pesquisa universitária em 1871, Breuer passou a clinicar. Porém ainda encontrava tempo para estudos científicos, trabalhando em sua própria casa, valendo-se dos recursos obtidos na clínica. Voltando sua atenção para a fisiologia do aparelho auditivo, em 1873 ele descobriu a função dos canais semicirculares do ouvido interno e sua relação com a sensação de equilíbrio do corpo.

### O caso de Anna O.
Breuer descobriu, em 1880, que ele havia aliviado os sintomas de depressão e hipocondria (histeria) de uma paciente, Bertha Pappenheim, depois de induzi-la a recordar experiências traumatizantes sofridas por ela na infância. Para isso Breuer fez uso da hipnose e de um método novo, a terapia de conversa.
Por dois anos, o caso de Bertha fascinou Breuer e, a partir de certo momento, a própria Bertha o seduziu. Assim, além de inventar a terapia de conversa, Breuer descobriu também o principal problema desse método: os fenômenos que depois Sigmund Freud chamaria Transferência e Contra-transferência. 
Os problemas de Bertha Pappenheim, de 21 anos, - na ficha médica "Anna O" -, eram depressão e nervosismo, com um quadro de hipocondria com os mais diversos sintomas (uma condição na época denominado "histeria"). Em certas ocasiões se acreditava paralítica, em outras acreditava estar impossibilitada de deglutir e por algum tempo não conseguia comer ou beber água, mesmo estando com fome e sede. Em outras ocasiões tinha distúrbios visuais, paralisia das extremidades e contraturas musculares, perda de sensibilidade na pele, tosse nervosa, de modo que sua personalidade ora era a de uma pessoa deficiente, ora a de uma pessoa não-deficiente. Por vezes sentia-se incapaz de falar seu próprio idioma, o alemão, e recorria ao Francês ou Inglês para se comunicar. Breuer submeteu-a a hipnose e ela relatou casos de sua infância, essa recordação fazia que se sentisse bem após o transe hipnótico. 
Após estimular a paciente a conversar sem rodeios, aos poucos ficou claro para Breuer que a hipnose poderia ser dispensada, caso o médico conduzisse a conversa habilmente, no sentido de provocar as recordações mais difíceis de serem trazidas à consciência. Aos poucos entendeu que os sintomas eram conexões simbólicas com recordações dolorosas – relacionadas à morte de seu pai – as quais ela revelou durante a terapia.
O interesse de Breuer por Bertha despertou a atenção de sua esposa e a crise matrimonial que isto deflagrou levou Breuer a interromper o relacionamento. Bertha então forçou um encontro íntimo por meio de um artifício: enviou um chamado ao terapeuta dizendo-se grávida e em estado de parto. Breuer atendeu ao falso apelo, mas com a decisão de se afastar dela definitivamente. No dia seguinte embarcou com sua mulher para uma viagem destinada a recondicionar o clima de afeição em sua vida conjugal.

### Breuer e Freud
Dessa experiência Breuer concluiu que os sintomas neuróticos resultam de processos inconscientes e desaparecem quando esses processos se tornam conscientes. Chamou a esse processo Catarse. Breuer não quis continuar a prática terapêutica que havia descoberto nem publicou de imediato os resultados do tratamento de Bertha, porém ensinou seu método a Sigmund Freud. Quando Freud começou a usar o método de Breuer, ambos discutiam os casos dos pacientes de Freud, as técnicas e os resultados do tratamento. Em 1893 ambos publicaram em conjunto um artigo sobre o método desenvolvido, e dois anos depois fizeram o livro que marcou o início da teoria psicanalítica, Studien über Hysterie ("Estudos sobre a histeria"). Esse livro é geralmente considerado o marco inicial da psicanálise, mas valeu a Breuer muitas críticas que o magoaram, feitas pelos colegas no meio médico vienense. 
A parceria entre os dois analistas foi interrompida, devido a Breuer não aceitar o ponto de vista de Freud quanto a recordações infantis de sedução. Freud acreditava que as suas pacientes tinham sido realmente seduzidas quando crianças. Só mais tarde Freud reconheceu que Breuer estava certo ao contestar, quando dissera que essas memórias eram fantasias infantis. Os médicos chamados "Breuerianos," continuaram a utilizar as técnicas originais de catarse desenvolvidas por Breuer sem adotar as modificações introduzidas por Freud.

### Legado
Breuer publicou ao todo cerca de 20 trabalhos em fisiologia nervosa num período de 40 anos, que fizeram dele um dos mais eminentes fisiologistas do século XIX. Lecionou na faculdade de medicina da Universidade de Viena a partir de 1875 até 1885, quando se demitiu.
Em 1894, Breuer foi eleito para a Academia de Ciências de Viena. Faleceu em Viena em 1925 e sua filha Dora, ao tempo que Freud fugiu para a Inglaterra para escapar dos nazistas, preferiu o suicídio a cair nas mãos dos alemães. Uma de suas netas porém foi vítima da perseguição nazista, enquanto vários outros membros da família se viram forçados a emigrar.

## Referência bibliográfica
- Cobra, Rubem Queiroz - Educação e Comportamento: Resumos Biográficos. Site COBRA PAGES, , INTERNET, Brasília, 1997 ( é "Mirror Site" de ).